# 라즈 디건
라즈 디건(Raz Degan, 1968년 8월 25일 ~ )은 이스라엘의 배우, 모델, 영화 감독이다.

## 영화
- 더 라스트 샤먼 (2015년)
- 스페셜 포스 (2011년)
- 스워드 오브 워 (2009년) – 알베르토 역
- 천 개의 못 (2007년)
- 알렉산더 (2004년)
- 타이투스 (1999년) – 알라버스 역
- 킬러 커플 (1998년)